# Marcílio Dias
Marcílio Dias (Rio Grande, 1838 – Rio Paraná, 12 de junho de 1865) foi um marinheiro da Armada Imperial Brasileira, considerado herói da Batalha Naval do Riachuelo durante a Guerra da Tríplice Aliança.

## Biografia
Filho de Manuel Fagundes Dias e Pulsena Dias, era negro, com cabelos negros, encaracolados e olhos pretos.

### Carreira
Ingressou na Armada Imperial como grumete em 6 de julho de 1855, aos dezessete anos de idade, assentando praça no Corpo de Imperiais Marinheiros em 5 de agosto do mesmo ano.

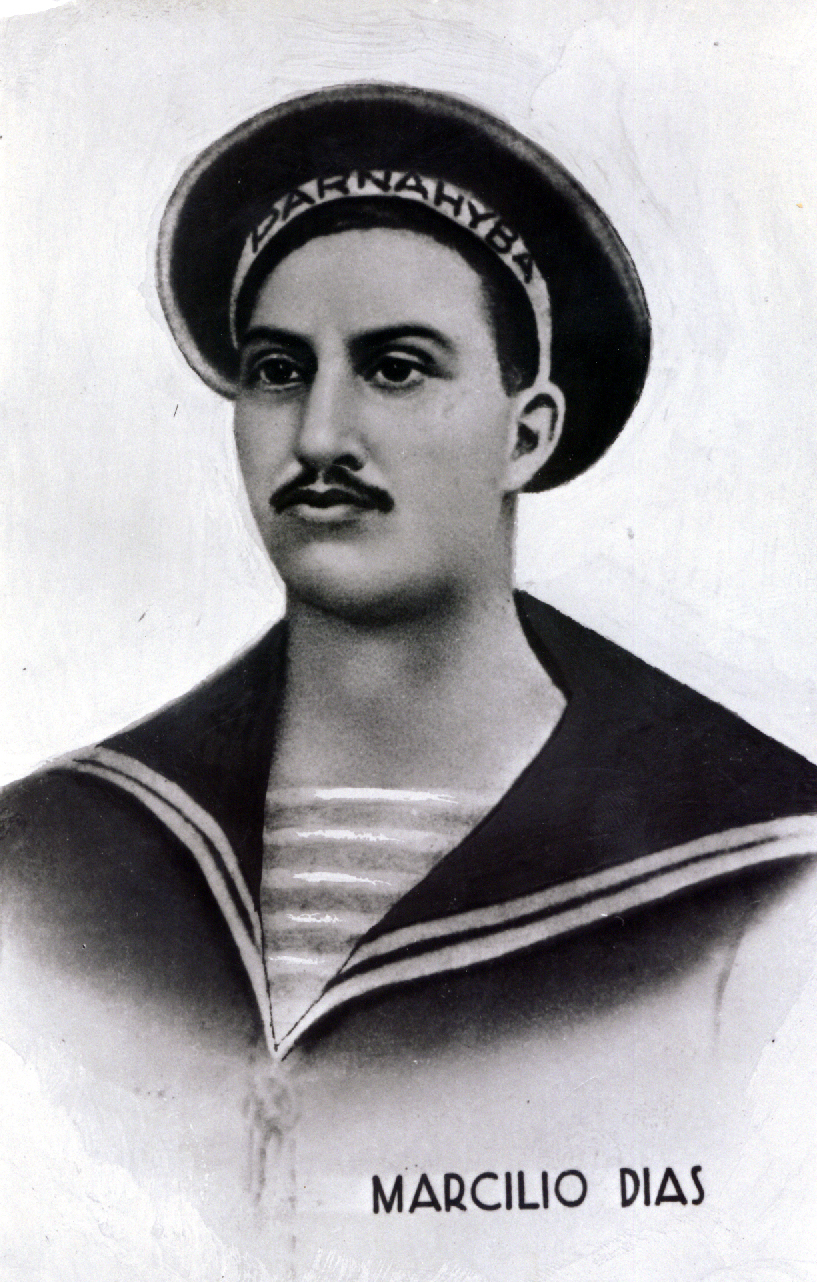
Marinheiro Marcílio Dias.

Em 1856 embarcou na corveta Constituição e, logo após, no navio Tocantins, com o então capitão de fragata Francisco Manuel Barroso da Silva como seu comandante.
A 15 de maio de 1861 recebeu a sua primeira promoção, passando a marinheiro de terceira classe. Foi promovido a marinheiro de segunda classe em 11 de maio de 1862. No ano seguinte, já na Escola de Artilharia, recebeu a classificação de "Praça Distinta".
Em 1864 embarcou na corveta Parnaíba, em expedição ao Rio da Prata. No regresso, a 20 de julho do mesmo ano, foi promovido a marinheiro de primeira classe (equivalente hoje a cabo).
Embarcou na corveta Imperial Marinheiro a fim de se habilitar na manipulação de artefatos bélicos, indispensáveis ao serviço de bordo. Matriculou-se na Escola Prática de Artilharia, em janeiro de 1863, vindo a prestar exame a 10 de dezembro do mesmo ano, quando foi aprovado, passando a usar o distintivo de marinheiro-artilheiro (especialização de cabo).

### Batalha de Paysandú
Em 6 de dezembro de 1864, quando o almirante Tamandaré iniciou o cerco a Paysandú durante a Campanha Oriental (1864–1865), Marcilio Dias teve o seu batismo de fogo contra as forças do Uruguai.
Durante o assalto final à praça-forte de Paysandú em 31 de dezembro de 1864, uma batalha que durou 52 horas, terminando em 2 de janeiro de 1865, Marcílio Dias foi um dos mais bravos combatentes, tendo ficado famoso o seu grito de 'vitória', quando subiu à torre da Igreja Matriz de Paysandú acenando para os seus companheiros com a bandeira do Brasil.

### Batalha Naval do Riachuelo

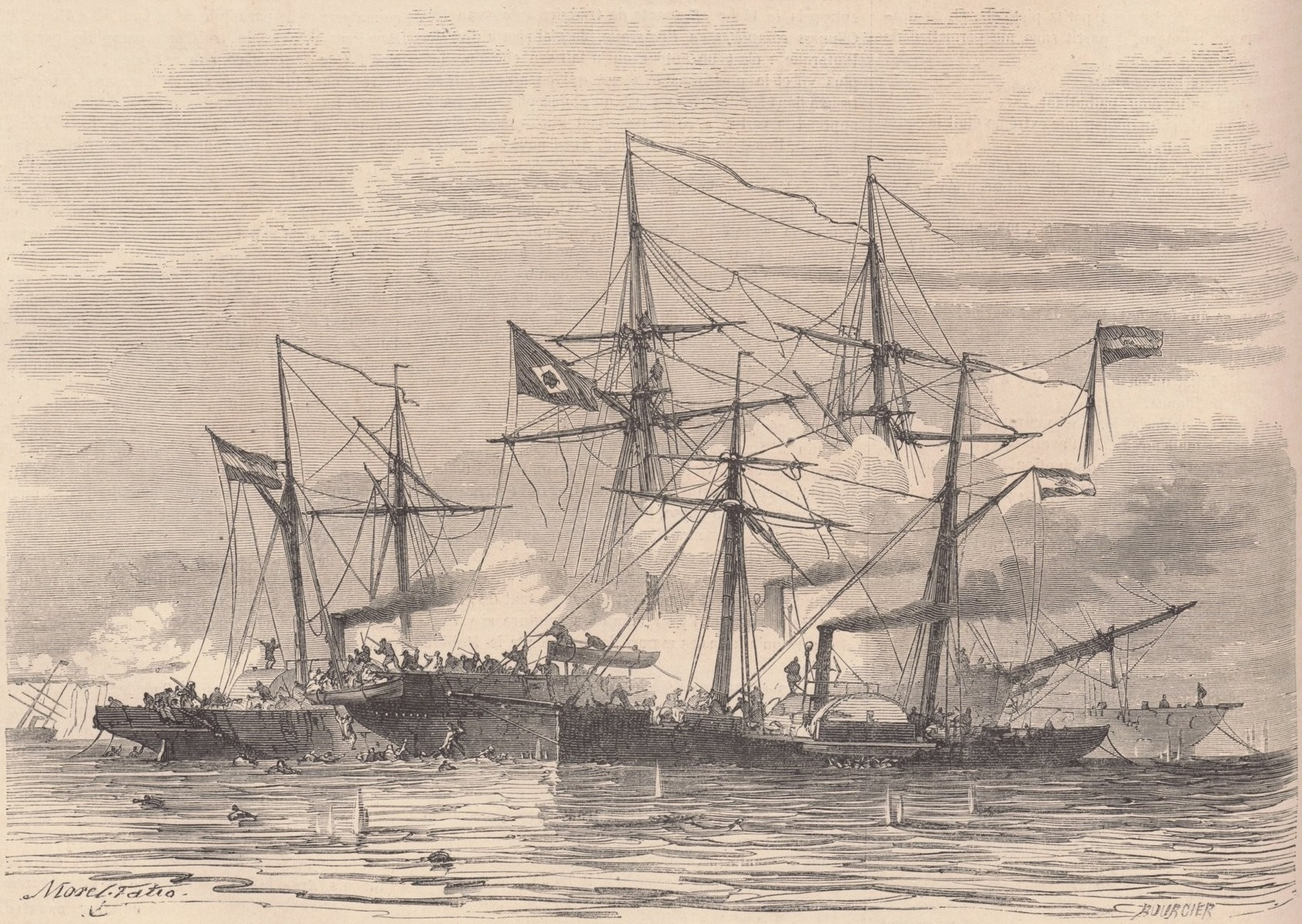
O Parnaíba sofre o choque de três vapores paraguaios durante a Batalha do Riachuelo (por Morel-Fatio e Bourcier, publicado em Le Monde illustré, 1865).

Sagrou-se herói na Batalha Naval do Riachuelo em 11 de junho de 1865, no início da Guerra da Tríplice Aliança.
Quando a corveta Parnaíba, onde chefiava o rodízio raiado de ré, foi abordada por três navios paraguaios, travou uma luta corpo a corpo contra quatro inimigos, armado de sabre, abatendo dois deles. Na luta teve seu braço decepado na defesa da bandeira do Brasil. Os ferimentos sofridos causaram-lhe a morte no dia seguinte, 12 de junho, com apenas 27 anos de idade, sendo sepultado com as honras do cerimonial marítimo nas próprias águas do rio Paraná, em 13 de junho de 1865.

## Homenagens
Cerca de dois meses após a sua morte, em 1º de agosto, o Quartel-General da Marinha Imperial incorporou à Força Naval um navio a vapor adquirido na Grã-Bretanha para servir para o transporte de tropas, batizando-o de Marcílio Dias, em homenagem ao seu heroísmo na Batalha do Riachuelo.
Em 1891, um torpedeiro de alto mar, construído em Londres, também foi batizado como exemplo do cabo de esquadra Marcílio Dias.
Em 23 de outubro de 1910, o Almirante Alexandrino Faria de Alencar decretou a criação da "Medalha Marcílio Dias de Valor Militar", destinada a homenagear os alunos que mais se destacam nas Escolas de Aprendizes-Marinheiros do Brasil.
Em 17 de março de 1919 foi fundado o Clube Náutico Marcílio Dias, agremiação esportiva da cidade de Itajaí, em Santa Catarina.
Em 1922 foi fundada o Instituto Estadual de Educação Cabo de Esquadra Marcílio Dias, na cidade de Torres, Rio Grande do Sul, em homenagem ao marinheiro.
Em 13 de dezembro de 1926, a Fundação do Amparo ao Marujo Brasileiro recebeu o nome de Casa Marcílio Dias, embrião do atual Hospital Naval Marcílio Dias (HNMD), no bairro Lins de Vasconcelos, zona norte do Rio de Janeiro.
Em julho de 1940, o presidente Getúlio Vargas participou do lançamento ao mar do contra-torpedeiro Marcílio Dias, em mais uma homenagem ao valor militar do nome do imperial marinheiro.
O Museu Naval no Rio de Janeiro possui um quadro seu, pintado por Décio Villares.
Várias outras instituições, militares ou civis, em todo o Brasil, assim como ruas, praças, cidades e outros logradouros foram batizados com o nome de Marcílio Dias.